# Arthenac
Arthenac ist eine französische Gemeinde mit 339 Einwohnern (Stand: 1. Januar 2022) im Département Charente-Maritime in der Region Nouvelle-Aquitaine (vor 2016 Poitou-Charentes); sie gehört zum Arrondissement Jonzac und zum Kanton Jonzac. Die Einwohner werden Arthenacais genannt.

## Geographie
Arthenac liegt etwa 82 Kilometer nordnordöstlich von Bordeaux. Nachbargemeinden von Arthenac sind Archiac im Norden, Saint-Eugène im Osten, Brie-sous-Archiac im Südosten, Allas-Champagne im Süden, Réaux sur Trèfle im Südwesten sowie Sainte-Lheurine im Westen und Nordwesten.

## Bevölkerungsentwicklung
| Jahr                       | 1962 | 1968 | 1975 | 1982 | 1990 | 1999 | 2006 | 2019 |
| Einwohner                  | 407  | 398  | 351  | 305  | 331  | 312  | 322  | 349  |
| Quellen: Cassini und INSEE |      |      |      |      |      |      |      |      |

## Sehenswürdigkeiten
- Kirche Saint-Martin aus dem 12. Jahrhundert, Umbauten aus dem 16. Jahrhundert, Monument historique seit 1910

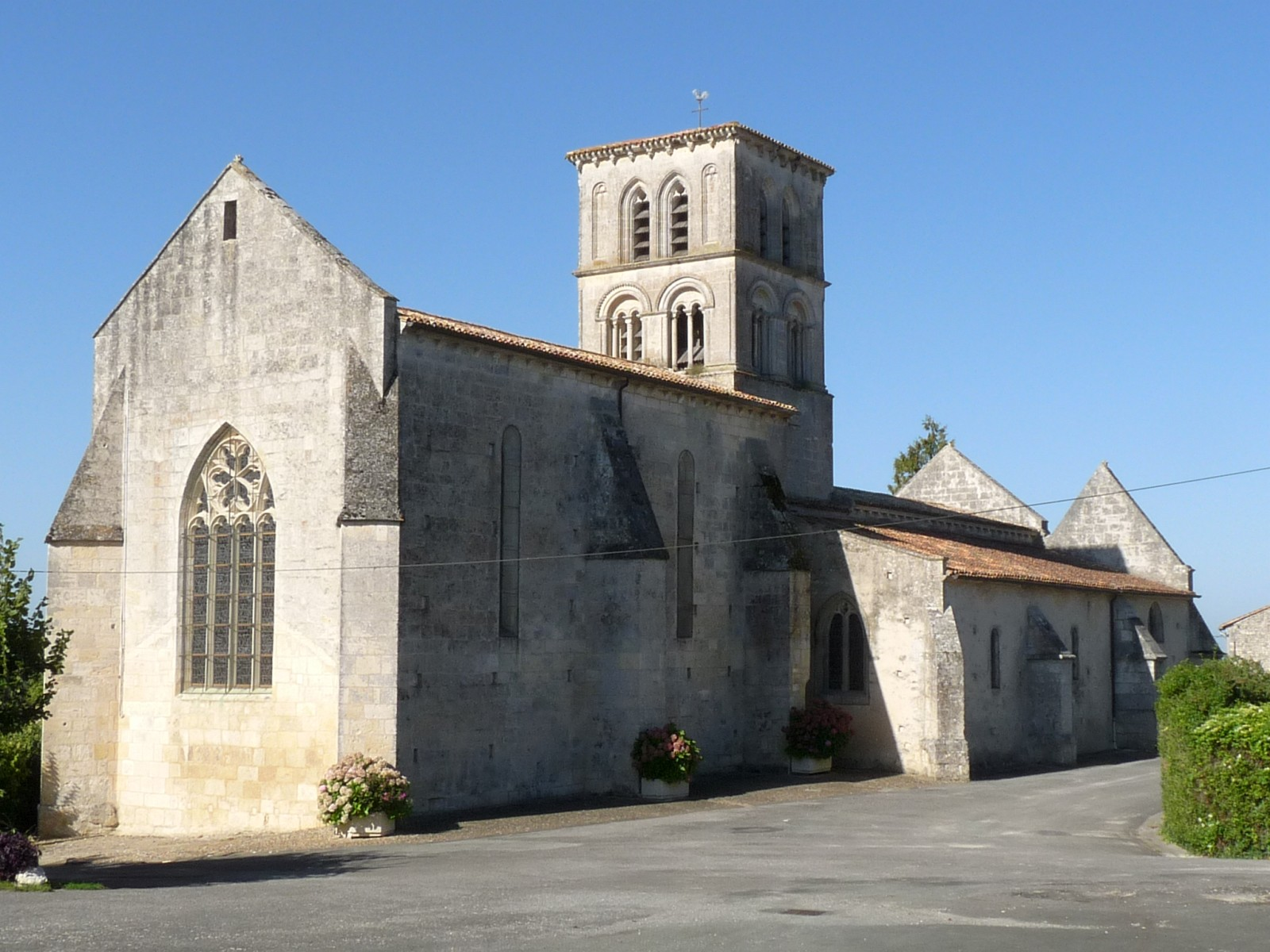
Kirche Saint-Martin